# Stephopoma nucleogranosum
Stephopoma nucleogranosum is een slakkensoort uit de familie van de Siliquariidae. De wetenschappelijke naam van de soort is voor het eerst geldig gepubliceerd in 1904 door Verco.